# Cabrillas
Cabrillas és un municipi de la província de Salamanca a la comunitat autònoma de Castella i Lleó. Limita al Nord-est amb San Muñoz, al Sud-est amb Abusejo, al Sud amb Sepulcro-Hilario, a l'Oest amb Martín de Yeltes i al Nord-oest amb La Fuente de San Esteban.

## Demografia
| 1991 | 1996 | 2001 | 2004 |
| ---- | ---- | ---- | ---- |
| 640  | 570  | 527  | 492  |